# Pradosia atroviolacea
Pradosia atroviolacea är en tvåhjärtbladig växtart som beskrevs av Adolpho Ducke. Pradosia atroviolacea ingår i släktet Pradosia och familjen Sapotaceae. IUCN kategoriserar arten globalt som nära hotad. Inga underarter finns listade i Catalogue of Life.